# 徳川慶喜家
徳川慶喜家（とくがわよしのぶけ／よしひさけ）もしくは徳川宗家別家（とくがわそうけべっけ）は、江戸幕府最後の征夷大将軍である徳川慶喜が、明治維新ののち蟄居していたのを赦され、公爵を授爵されたことによって始まる華族家である。邸宅は東京府東京市小石川区小日向第六天町（現・東京都文京区春日二丁目）に所在した。

## 概要
1867年（慶応3年）に徳川慶喜は、大政奉還を行ったが鳥羽・伏見の戦いで敗れて蟄居した。1868年（慶応4年）、田安徳川家の亀之助（徳川家達）に家督を譲り、徳川宗家が新政府によって封ぜられた駿府（現・静岡県静岡市）で隠棲生活を送る。
1880年（明治13年）には罪を許され、大政奉還の功によって将軍時代の正二位に復位、続いて従一位に叙された。1897年（明治30年）に東京府北豊島郡巣鴨町（現・東京都豊島区巣鴨一丁目）、1901年（明治34年）に東京市小石川区小日向第六天町（現・文京区春日二丁目）に転居し、1902年（明治35年）、徳川慶喜家を興して公爵を授けられた。1910年（明治43年）12月、慶喜の隠居に伴い七男・慶久が襲爵し、2代当主となる。1922年（大正11年）1月、慶久の急逝に伴い慶光が10歳で襲爵し、3代当主となる。 1993年（平成5年）2月、慶光死去に伴い、慶朝が4代当主となる。2017年（平成26年）9月、慶朝死去に伴い、山岸美喜が5代当主となる。
慶喜は子沢山で、側室・新村信と中根幸の間に10男11女を儲けた。このうち四男・厚が徳川宗家分家として、九男・誠が徳川慶喜家分家として、それぞれ男爵家を興したほか、池田侯爵家（旧・鳥取藩主家）に五男・博、勝伯爵家（勝海舟の家）に十男・精をそれぞれ養嗣子に出している。徳川慶喜家は皇室とも縁が深く、慶喜生母の吉子は有栖川宮織仁親王第12王女。慶喜の九女・経子は伏見宮博恭王妃。2代当主・慶久夫人の實枝子は有栖川宮威仁親王第2王女。慶久の次女・喜久子は高松宮宣仁親王妃。
4代慶朝、2代慶光夫人・和子（子爵松平保男の四女）と5代山岸美喜、榊原喜佐子（2代慶久の三女、子爵榊原政春夫人）、井手久美子（2代慶久の四女、侯爵松平康昌長男・康愛夫人のち医師井手次郎夫人）が、それぞれ徳川慶喜家に関する書籍を上梓している。
慶朝には慶敬・敦子・慶弘の2男1女がいるが、妻・貴子との離婚後、3子とも従母離籍し徳川家から離れた。慶朝は2017年（平成29年）9月に病没し、徳川慶喜家の嫡流は絶えたが、直系子孫は存続している。慶朝の遺言により、葬儀を取り仕切った慶喜の玄孫（やしゃご）・山岸美喜が5代当主となった。美喜は当初、当主を称することを避けていたが、2023年（令和5年）1月に自身が5代当主であること、また徳川慶喜家の当代限りでの絶家を表明した。

## 歴代当主

### 戦前
- 初代（1902年 - 1910年） 徳川慶喜
- 2代（1910年 - 1922年） 徳川慶久
- 3代（1922年 - 1993年） 徳川慶光

### 戦後
- 4代（1993年 - 2017年） 徳川慶朝
- 5代（2017年 - ） 山岸美喜（後継者はなく絶家予定）

## その他
- 1933年（昭和8年）7月7日、名古屋地方裁判所にて文書偽造行使詐欺で11万円を搾取した罪により徳川喜好（春日喜好）に懲役2年の判決が出された。徳川喜好は慶喜の孫で徳川厚の三男であり、侯爵徳川義親の甥であった[3]。この詐欺事件には喜好の母・里子や、兄・喜翰（のぶもと）も関与していたとされる[3]。「それにしても、慶喜の子孫には事件や問題を起こす者が少なくない。父・厚はひき逃げ事件、叔父・勝精（かつ くわし）は情死事件、厚の次男・喜福の妻は不貞事件。」と千田稔は述べている[3]。さらに前述の喜好の子・徳川泰章も会社の金を使い込んだ詐欺での逮捕歴がある。
- 慶喜末裔を名乗る徳川光康が2002年（平成14年）にNPO法人「徳川葵栄会」を立ち上げ、講演活動を行うと共に、葵の御紋入り江戸開府400年記念限定懐中時計[4]と称する商品の販売に協力しているが、徳川家の血を引く者ではないと『週刊新潮』2003年12月11日号に報じられた。同誌の報道によると、光康は茨城県行方郡潮来町出身の女医諸星まさとロシア人ズリゴステフの間に旧姓名・諸星ニコラス（あるいはニコラス・ズリゴステフ）として生まれたが、徳川豊治（慶喜の曾孫、徳川厚の次女・喜和子と戸田豊太郎の次男）と米国で親しくなったことから、1995年（平成7年）10月、豊治の養子となり現在の氏名に改めたという。光康を養子縁組した当時、豊治はアルコール中毒で意識不明の状態だったとも同誌は報じている。光康は徳川家の菩提寺である大樹寺の貫主から450万円を借金したが、返済したのはそのうち50万円のみだったとも同誌に報じられている。同誌で報道されて以後も、借金は返済されておらず、貫主は解任され、ハワイに更迭された。大樹寺側は訴訟も検討したが、断念した。近年、文化財の修理等で多額の費用を必要としており、予算不足に苦しむ同寺では対応に苦慮している。
- 『週刊新潮』2004年6月24日号で、「慶喜直系の末裔・徳川慶圀」を名乗って結婚詐欺や寸借詐欺を働いている男の存在が報じられた。
- 2009年（平成21年）1月19日には、「六本木のIT会社社長で宮内庁掌典職の徳川慶敬」を名乗って現金約420万円を騙し取った男が警視庁赤坂署に逮捕されている。

## 関連文献
- 宣仁親王妃喜久子『菊と葵のものがたり』中央公論新社、1998年。中央公論新社〈中公文庫〉、2002年。
- 榊原喜佐子『徳川慶喜家の子ども部屋』草思社、1996年。角川書店〈角川文庫〉、2000年。草思社文庫、2012年。